# Race locale
Dans le domaine agroenvironnemental et agronomique, une race locale est une espèce animale ou végétale domestiquée (ou abeilles domestiques chez les insectes) propre à une région, généralement bien adaptée au contexte édaphique régional. Des classements en AOC sont possibles.
Les races locales tendent à régresser ou à disparaitre depuis plus d'un siècle au profit de quelques espèces issues des sélections faites pour l'élevage industriel, ce qui encourage à la mise en place de système de gestion des populations relictuelles afin qu'elles ne disparaissent pas.
La conservation se fait idéalement par l'élevage et au sein d'un cadre collectif, et parfois par la cryoconservation et des banques de gènes. 
Ces espèces ont coévolué avec leurs pathogènes et sont théoriquement souvent plus rustiques, mais parfois en populations génétiquement très appauvries, quand elles sont au bord de la disparition. Elles font parfois l'objet de suivis de pathogènes d'intérêt.

## En France
Le Code rural français la définit comme : « une race majoritairement liée par ses origines, son lieu et son mode d’élevage, à un territoire donné ».
Pour 179 races locales recensées en France au sein des 10 principales espèces domestiquées (Bœuf, mouton, chèvre, porc, cheval, âne, poule, dinde, oie, canard commun), « 80% sont considérées comme menacées d’abandon pour l’agriculture ». Chez le porc, les équidés les volailles autres que la poule, toutes les races locales survivantes sont encore considérées comme menacées. C'est chez le mouton que la part des races locales menacées est la plus faible (50%, ce qui ne révèle pas une situation économique meilleure chez les éleveurs d'ovins mais que « l’élevage ovin est très majoritairement le fait de races locales et que, parmi celles-ci, un certain nombre se maintiennent avec des effectifs élevés ».
Il fait partie des missions régaliennes de l'État français, conformément au droit national et à certaines conventions internationales de veiller à la préservation de ce patrimoine génétique (on parle de ressources zoogénétiques pour les animaux et phytogénétiques pour les plantes). 
La FAO différencie des races « autochtones », et des races « localement adaptées » (« originaires d’un autre pays mais implantées depuis suffisamment longtemps et gérées de façon suffisamment indépendante pour que l’on puisse les considérer comme une ressource nationale ».
L'INRA a mis à jour en 2014 une Liste des races locales, incluant une « Liste des races menacées d’abandon pour l’agriculture » et une « Liste des races pour lesquelles le recours au croisement de sauvegarde est autorisé ».

## Menaces d'abandon?
Cette notion est en France aujourd'hui définie par 6 indicateurs :
- 2 indicateurs de dynamique des populations (« effectifs de femelles reproductrices ; évolution récente de ces effectifs »),
- 2 indicateurs génétiques (« proportion de femelles ne se reproduisant pas en race pure ; taille efficace de la population »)
- 2 indicateurs socio-économique (« organisation, gestion, appui technique ; contexte socio-économique ») ;

sur la base de seuils par espèce, définis selon les effectifs de femelles reproductrices.

## Protection et gestion du patrimoine génétique et des cheptels ou populations relictuelles
La Convention sur la diversité biologique de Rio, la FAO, l'OIE l'ONU, des ONG et certaines instances scientifiques internationales (IUBS, UICN…) encouragent une gestion coordonnée, mais n'ont pu à ce jour que freiner disparition accélérée de nombreuses espèces domestiquées et notamment des races locales. 
Cette protection vise aussi à conserver un patrimoine génétique présentant des caractères potentiellement intéressant pour l'élevage, pour le porc par exemple, avec des choix toutefois souvent faits sur des indicateurs de performance ou des objectifs d'amélioration de races d'intérêt commercial (vaches laitières par exemple,).

## Croisement de sauvegarde
Il est autorisé en France pour les races en phase d'abondon ou menacées de disparition. L'éleveur peut alors faire se reproduire des animaux « hors des règles admises pour ‘produire dans la race’ par le Livre généalogique » (principe du croisement d’absorption),,.